# Hora itálica

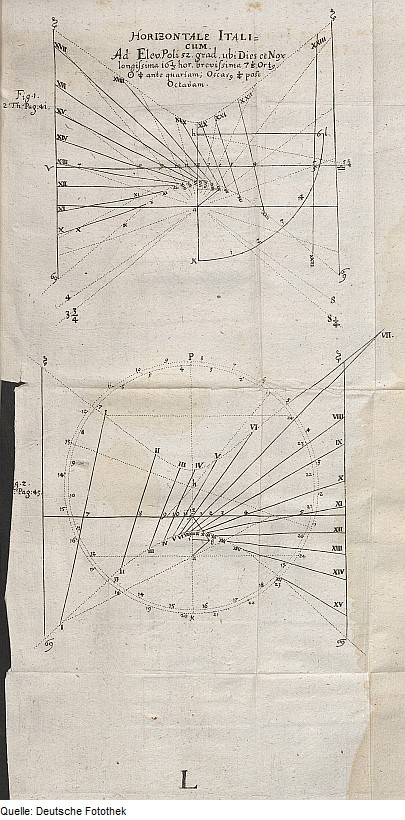
Trazado de un reloj solar horizontal de horas itálicas.

Denominada en latín como Horae ab Occasu en algunos relojes solares, divide el día en 24 partes iguales, denominadas Horas Itálicas.  Está caracterizado por tomar como origen de recuento de las horas el fenómeno del ocaso solar, empezando a contar desde la hora 24h (0h) hasta el Ocaso del día siguiente. Tuvo diversos usos a lo largo de los siglos XVII y XVIII para desaparecer por completo en los albores del siglo XIX.

## Características
El comienzo de recuento de horas se fijaba de acuerdo a la tradición bíblica, es decir al finalizar la luz el crepúsculo, aproximadamente media hora después del ocaso (tal y como ocurre en latitudes que corresponden a Italia), aunque esta media hora depende de la latitud y de la época del año. Esta disquisición, no trivial, hace que exista una división del sistema horario Itálico en: "Horas Itálicas Antiguas" denominadas ore italiane antiche que consideran el comienzo del recuento en el Ocaso, y las "Horas Italianas Civiles" que consideran la media hora de más que tiene la duración del crepúsculo del Ocaso Heliacal. Se pueden encontrar relojes de ambos tipos diseñados y construidos en la antigüedad. Los astrónomos árabes del siglo X y XI contaban los días tomando como comienzo la penumbra del atardecer.
El matemático renacentista Francesco Vimercato que vivía en la ciudad de Venecia escribe un tratado de gnomónica en el que describe las horas itálicas, denominándolas como horas peregrinas. La conveniencia de saber las horas que faltan para el ocaso del sol es de gran utilidad a los peregrinos, que organizan su actividad procurando que nunca le alcance la noche en su recorrido. Fue empleada igualmente en el servicio de "correo postal" en España e Italia. Este cómputo horario se empleaba en las Islas Baleares, tal y como referencia el matemático alemán Christopher Clavius en el siglo XVI.

## Gnomónica
Son numerosos los tipos de relojes que muestran este tipo de horas, siendo muy habitual la descripción de su trazado en los tratados de gnomónica del siglo XVII. En muchos de ellos aparece la marca: H.AB OCC. como Horae ab Occasu, indicando como las horas comienzan a contarse en la escala horaria a partir del ocaso, generalmente a 30 minutos después de haber ocurrido el ocaso, cuando se produce la nox (noche). La disposición de este tipo de horas se encuentra en relojes solares portátiles (como pueden ser los relojes de pastor o los de anillo) así como en relojes fijos (generalmente horizontales) con la sombra producida por un ortoestilo. En los relojes horizontales las líneas horarias corresponden a líneas rectas, tal y como demostró el matemático valenciano Tomás Vicente Tosca en el tomo IX de su "Compendio mathemático" escrito entre 1707 y 1715. En esta obra demuestra como las líneas horarias de este tipo de relojes se realizan por el desplazamiento de un plano tangente a un cono. Este cono tiene su eje apuntando al polo norte y por lo tanto tiene una abertura igual a la latitud del lugar. Los planos tangentes a este cono interseccionan con el plano del cuadrante  formando las curvas horarias que son líneas rectas.